# Mooers (Nowy Jork)
Mooers – miasto w Stanach Zjednoczonych, w stanie Nowy Jork, w hrabstwie Clinton.